# Orpheus-Quadrille
Orpheus-Quadrille, op. 236, är en kadrilj av Johann Strauss den yngre. Den spelades första gången den 18 april 1860 i lokalen Zum grossen Zeisig i Wien.

## Historia
Den 17 mars 1860 hade Jacques Offenbachs operett Orfeus i underjorden premiär på Carltheater i Wien. Musiken var arrangerad av teaterns kapellmästare Carl Binder, som ersatte Offenbachs ursprungliga förspel med en ouvertyr, som han satte samman från melodier ur operetten, som än i dag är mycket spelad (även om den nästan alltid tillskrivs enbart Offenbach utan att Binders namn nämns). I publiken på premiären befann sig Johan Strauss. Hänförd av Offenbachs melodiösa musik satte han genast igång med att - "från minnen av Offenbachs operett" - kombinera några av verkets mest attraktiva teman till en orkesterkadrilj, som förläggaren Carl Haslinger publicerade den 8 april 1860.
Det första framförandet av Orpheus-Quadrille (tänkt att spelas den 15 april i Volksgarten) skedde den 18 april då Strauss dirigerade en konsert i tavernan Zum grossen Zeisig. 

## Om kadriljen
Speltiden är ca 5 minuter och 37 sekunder plus minus några sekunder beroende på dirigentens musikaliska tolkning.

## Weblänkar
- Orpheus-Quadrille i Naxos-utgåvan.